# Java annotációk
A Java programozási nyelvben annotációnak olyan nyelvi elemet nevezünk, amely lehetővé teszi a metaadatok beépítését forráskódba. Az anotációkat a Java 5.0-s verziójánál vezették be.
Az annotációk a programkód elemeihez rendelhetők (csomagokhoz, típusokhoz, metódusokhoz, attribútumokhoz, konstruktorokhoz, lokális változókhoz), plusz információt hordoznak a Java fordító ill. speciális eszközök számára.
Az annotáció @ jellel kezdődik, majd ehhez kapcsolódik a neve. Esetenként vesszővel elválasztva követheti a nevet egy paraméterlista, amelyet kerek zárójelbe foglalunk. Például a következő forráskód-részletben a „deprecated” annotáció megelőzi az A osztályt:
```
@Deprecated

public
 
class
 
A
 
{}

```

Az annotáció-processzor egy olyan fordítóprogram-plugin, amely az annotációt a fordításnál kielemzi, és ezzel figyelmeztetéseket és hibajelentéseket nyomhat el, illetve válthat ki, vagy további forráskódokat vagy más adatokat generálhat. Viszont annotációval ellátott kódokat nem tud megváltoztatni. Azok az annotációk, amelyeknél ezt figyelembe vették, futási időben is kielemezhetők a reflexió segítségével.
Az annotációt többek között a Java EE környezetben is használják, hogy osztályokat olyan információkkal bővíthessenek, amelyeket a Java 5-ös verziója előtt külön kellett feltüntetni.
Fontos példák erre például a home és local interfészek, valamint a deployment descriptorok.
A metaadatok speciális Javadoc-kommentekkel is beépíthetőek a forráskódba. Ezek úgynevezett Docletek segítségével értékelhetőek ki. A leggyakrabban használt ilyen eszköz az XDoclet. Ezt a módszert az annotáció bevezetése után továbbra is lehet alkalmazni.

## Előre definiált annotációfajták
A Java SE 5.0-ban 7 előre definiált annotációtípus létezik, melyek a java.lang vagy java.lang.annotation csomagokban találhatók. Ellentétben a legtöbb annotációval, mindegyik fordítással értékelhető ki. Továbbiakat magunk hozhatunk létre.

## Ajava.langcsomagban található annotációk

### @Deprecated
Olyan osztályokat, attribútumokat vagy metódusokat lehet vele jelölni, amelyeket már nem javasolt felhasználni. Ha egy ilyen elem kerül használatba, a fordító figyelmeztetést küld.
Ajánlott egy plusz Javadoc-komment elhelyezése, ami feltünteti, hogy az adott elemet milyen módon lehet helyettesíteni. Példa:
```
/**

 * @deprecated  Az A osztály használatát a 10.3-as verziótól az Anew osztály váltja ki.

 */

@Deprecated

public
 
class
 
A
 
{}

```

### @Override
Ezzel olyan metódust jelzünk, amely a metódus egyik ősosztályának egyik metódusát írja felül. Ebben az esetben a fordítóprogram ellenőrzi, hogy az ősosztály tartalmazza-e a metódust. Amennyiben nem, akkor hibajelzést küld.
Pl:
```
public
 
class
 
A
 
{

    
public
 
void
 
method
()
 
{}

}

 

public
 
class
 
B
 
extends
 
A
 
{

    
@Override

    
public
 
void
 
method
()
 
{}

}

```

### @SuppressWarnings
Ez az annotáció a fordítóprogram bizonyos hibaüzeneteit/figyelmeztetéseit tiltja le. Az annotáció paramétere a letiltandó figyelmeztetések nevét tartalmazó tömb.
Pl:
```
public
 
class
 
A
 
{

    
@SuppressWarnings
({
"deprecation"
})

    
public
 
void
 
method
()
 
{

        
DeprecatedClass
 
b
 
=
 
new
 
DeprecatedClass
();

    
}

}

```

## Ajava.lang.annotationcsomagban található annotációk
Ezeket csak az annotáció definiálására lehet használni.

### @Documented
Ezt az annotációt meta-annotációként alkalmazzuk: ez biztosítja, hogy az újonnan létrehozott annotációk a javadoc dokumentációba is bekerüljenek.

### @Inherited
Annotációk annotálására alkalmazzák. Ezzel biztosíthatjuk, hogy a saját annotációnkat egy adott osztály örökölje. Az öröklődés kiterjed az alosztályokra is.

### @Retention
Ezt a típust is annotációk annotálására alkalmazzák. Megadja, hogy mikor hivatkozhat önmagára. 3 lehetséges értéke lehet, amelyek a java.lang.annotation.retentionPolicy enumerációjában jelennek meg:
- Class
- Runtime
- Source

### @Target
Ezt is annotációk annotálására használják. Megmutatja, hogy a program mely elemeire alkalmazható. Az annotáció értékei a java.lang.annotation.ElementType enumerációban érhető el.
- Type: Csak osztályokra, interfészekre vagy enumerációkra alkalmazható
- Method: Csak metódusokra alkalmazható
- Annotation_Type: Csak annotációkra alkalmazható

## Saját annotáció definiálása
Az annotációk speciális kapcsolódási pontok, ezért a nevüket nagybetűvel írjuk. A specifikáció alapján az interface előtt @ jel áll. Implicit bővítik a java.lang.annotation.Annotation kapcsolódási pontjait. Más kapcsolódási pontot nem bővíthetnek (vagyis tiltott az extends), és nem generikusak. A metódusaik paraméter nélküliek és nem generikusak. Visszatérési típusként (return type) csak a következő típusok megengedettek:
- primitív típusok
- felsorolási típusok
- annotáció típusok
- string
- class
- felsorolások (tömbök) ezekből a típusokból

Nem dobhatnak kivételt és nem lehetnek rekurzívak.
Sok annotáció nem tartalmaz metódusokat.
```
@interface
 
Template
 
{
 
}

```

Más annotációk, ahogy más kapcsolódási pontoknál jellemző, metódusokat tartalmaznak, de csak az előbb felsorolt visszatérési típusúakat. Ha egy annotáció csak egy mezőt tartalmaz, akkor neve a konvencióknak megfelelően "value".
```
@interface
 
Test
 
{

        
boolean
 
value
();

}

```

vagy
```
@interface
 
Author
 
{

        
String
[]
 
value
();
 
// szerző neve

}

```

vagy
```
@interface
 
Costumer
 
{

        
Person
[]
 
value
();

}

```

amelynél a személyt felsorolási típusként (enum) vagy annotációként kell definiálni. Pl:
```
@interface
 
Person
 
{

        
String
 
name
();

        
int
 
age
();

}

```

Az annotációk konvencióinál gyakran a java.lang.annotation csomagból választják ki a standard annotációkat. Különösen a @Retention-nel kell feltüntetni, hogy meddig tartsák meg az annotációkat: csak a forrásszövegben (source), a tárolt class-adatoknál (class) vagy a betöltött osztályoknál (runtime). @Target jelzi, hogy melyik programelemeknél használhatóak az annotációk. Például az összes java.lang.annotation csomagban található annotáció a
```
@Documented

@Retention
(
value
=
RUNTIME
)

@Target
(
value
=
ANNOTATION_TYPE
)

```

annotációkkal van ellátva. Ezek a bájtkódba betölthetők, és futási idő alatt kiértékelhetőek, továbbiakban csak annotációtípusokként használhatóak.

## Saját annotációk felhasználása
Egy metódus annotáció nélkül mint pl. a @Template, egy osztály elé állítható:
```
@Template

class
 
SampleClass
 
{

        
void
 
sampleMethod
();
 

}

```

Ha az eredménytípus felsorolás, akkor felsorolási literálokat kell alkalmazni:
```
@Author
({
"Szerző 1"
,
 
"Szerző 2"
})

String
 
book
 
=
 
"Könyv"

```

Ha a felsorolás nem tartalmaz elemeket akkor ({}) jellel kell jelezni. De ha csak egy elemet tartalmaz, akkor elhagyhatjuk a belső zárójeleket:
```
@Author
(
"Szerző"
)

String
 
anotherBook
 
=
 
"Könyv"

```

Ha egy annotáció több metódussal rendelkezik, akkor mindegyiknél zárójelben hozzá kell rendelni egy konstans értéket:
```
@Person
(
name
 
=
 
"Név"
,
 
age
 
=
 
30
)

Bill
 
bill
 
=
 
new
 
Bill
();

```

Az annotációknál is van egy módszer, amelyekkel az értéket a névnél meg lehet adni (felesleges, csak olvashatóbb)
```
@Test
(
value
 
=
 
true
)

```

Egy komplex annotációt egymásba ágyazva kell alkalmazni.
```
@Costumer
(
@Person
(
name
 
=
 
"Név"
,
 
age
 
=
 
30
))

class
 
Company
 
{
 
…
 
}

```

Az annotációknál a metódusoknak kezdőértékeket határozhatunk meg, ekkor felhasználásnál elhagyhatjuk a megfelelő értékek megadását. Mivel az annotációk kapcsolódási pontok, ezért önmaguk annotációval is megjelölhetőek.
```
@Author
(
"Szerző"
)

public
 
@interface
 
Test
 
{

        
boolean
 
buy
()
 
default
 
false
;
 
// érték nélkül is hívható 

}

```

## Annotációk kiértékelése
Ha az annotáció az osztály bájtkódjának segítségével betölthető, akkor a reflexió segítségével kiértékelhető. Például megállapítható, hogy egy annotációt megadtak –e vagy sem.
```
boolean
 
template
 
=
 
SampleClass
.
class
.
isAnnotationPresent
(
Template
.
class
);

```

Megállapítottuk az annotáció jelenlétét, akkor az értéke is olvasható, pl. hogy a metódus még a tesztelés folyamatában van vagy nem.
```
boolean
 
isTesting
 
=
 
Template
.
class
.
getMethod
 
(
 
"method"
,
 
new
 
Class
 
[
 
]
 
{}).

```

Ha az annotáció nem található, akkor a getAnnotation() által NullPointerException dobódik. Egy komplex annotációnál az elemeit egyesével kell kiválasztani.
```
Person
 
costumer
 
=
 
Company
.
class
.
getAnnotation
(
Costumer
.
class
)
[
0
]
;

```

## Csomagok annotációja
A Java Language Specification engedélyezi a csomagok annotációját, például egy csomag dokumentációjának az előkészítéséhez. Csomagonként maximum egy csomagdeklarációt használhatunk fel egy annotációval. Ha egy csomag annotációt kapna, akkor a Java Language Specification ajánlja egy elkülönített package-info.java adat használatát, amit a csomag jegyzékében ajánlott elhelyezni. Ez az adat tartalmazza a csomagdeklarációt az annotációval együtt.

## További példák
- További példák (angolul)